# Anidiops manstridgei
Anidiops manstridgei är en spindelart som beskrevs av Pocock 1897. Anidiops manstridgei ingår i släktet Anidiops och familjen Idiopidae. Inga underarter finns listade i Catalogue of Life.